# Ein Fall für TKKG
Ein Fall für TKKG è una serie televisiva tedesca occidentale prodotta dal 1985 al 1987 da Televersal Hamburg Film per la ZDF e tratta dalla serie di racconti di Rolf Kalmuczak (alias Stefan Wolf) TKKG. Protagonisti della serie sono Fabian Harloff, Kai Künstler, Christian Pfaff, Kai Maahs e Jessica Gast.
La serie si compone di 2 stagioni, per un totale di 12 episodi (6 per stagione), della durata di 25 minuti ciascuno. Il primo episodio, intitolato Das leere Grab im Moor, venne trasmesso in prima visione il 7 novembre 1985; l'ultimo, intitolato Todesfracht im Jaguar, andò in onda in prima visione il 26 novembre 1987.

## Trama
Protagonisti della serie sono quattro ragazzini, Peter Carsten, detto "Tim", Karl Vierstein, Willi Sauerlich, detto "Klößchen" e Gabriele Glockner, detta "Gaby", che formano il gruppo "TKKG" (dalle iniziali dei loro nomi o soprannomi): i quattro, insieme al loro cane Oskar, si dedicano alla soluzione di vari casi intricati.

## Personaggi e interpreti
- Peter "Tim" Carsten, interpretato da Fabian Harloff (s. 1) e Kai Künstler (s. 2[2])[3]
- Karl Vierstein, interpretato Christian Pfaff[2][3]
- Willi "Klößchen" Sauerlich, interpretato da Kai Maahs[2][3]
- Gabriele "Gaby" Glockner, interpretata da Jessica Gast[2][3]
- Commissario Emil Glockner, interpretato da Edgar Bessen[2][3]

## Episodi
| Stagione         | Puntate | Prima TV Germania | Prima TV Italia |
| ---------------- | ------- | ----------------- | --------------- |
| Prima stagione   | 6       | 1985              | inedita         |
| Seconda stagione | 6       | 1987              | inedita         |

## Serie derivate
- La serie ha ispirato una serie animata dal titolo omonimo, andata in onda nel 2005 e composta da 26 episodi[7]